# Todo sol es amargo
Todo sol es amargo es una película de Argentina en blanco y negro  dirigida por Alfredo Mathé según su propio guion escrito en colaboración con Noé Jitrik sobre la novela Para ellos la eternidad, de Alberto Vanasco que se estrenó el 28 de septiembre de 1966 y que tuvo como protagonistas a Lautaro Murúa, José María Gutiérrez, Federico Luppi y Beatriz Matar. Fue el debut cinematográfico de Héctor Alterio. El título de la película alude a un verso de un poema de Rimbaud.

## Sinopsis
Cuando un grupo de terroristas secuestra un tren, los diversos pasajeros reviven sus recuerdos.

## Reparto
- Lautaro Murúa
- José María Gutiérrez
- Federico Luppi
- Beatriz Matar
- Luis María Mathé
- Enrique Thibaut
- Haydeé Padilla
- Elena Cánepa
- Héctor Alterio
- Fausto Aragón
- Luis Rinaldi
- Víctor Manso
- Alejandra Boero
- Elsa Berenguer
- Adriana Aizemberg
- Rafael Diserio
- Zulma Grey

## Comentarios
Primera Plana opinó:

”Inundado de expresiones grandielocuentes…Eso no quiere decir que todo el film sea desdeñable: la odisea de un pobre hombre (José María Gutiérrez) que roba de la morgue el cadáver de su hija, lo lleva en colectivo y finalmente en una valija, está sostenida por una excelente interpretación, y por una sobriedad visual que si hubiera contagiado al resto del film lo hubiera salvado de su pesadez discursiva, de su pedantería”.

El Mundo opinó:

”Desencontrado intento”.

Manrupe y Portela escriben:

”Film “de viaje”, abierto y poético, con excesos de simbolismo y pretenciosidad, pero con una propuesta fuera de lo común en su sensibilidad”.